# Dorvillea albomaculata
Dorvillea albomaculata är en ringmaskart som beskrevs av Åkesson och Rice 1992. Dorvillea albomaculata ingår i släktet Dorvillea och familjen Dorvilleidae. Inga underarter finns listade i Catalogue of Life.